# Marah
Marah (1998) je čtvrté studiové album Oborohu. Obsahuje 12 písní a jednu instrumentální skladbu. Hlavním autorem je kapelník Oborohu Stanislav Klecandr, album ale obsahuje i Knockin' On Heaven's Door Boba Dylana či Hořící dítě, což je Klecandrem zhudebněná báseň raně barokního anglického básníka Roberta Southwella (1561–1595).

## Seznam písní
1. Jsme lidé (Stanislav Klecandr / Jiřina Zemanová)
2. Tři křížky (Stanislav Klecandr)
3. Poslední bojovník v posledním údolí (Jiří Kubát / Stanislav Klecandr)
4. Všechno, cos' mi chtěl říct (Roman Dostál / Stanislav Klecandr)
5. Děti (Stanislav Klecandr)
6. Děti strojů (instrumentální skladba, Stanislav Klecandr)
7. Bílá noc, černej den (Stanislav Klecandr)
8. Navždycky (Stanislav Klecandr)
9. Územím ticha (Stanislav Klecandr)
10. Knockin' on Heaven's Door (Bob Dylan)
11. Listopad (Stanislav Klecandr)
12. Advent (Stanislav Klecandr)
13. Hořící dítě (Stanislav Klecandr / Robert Southwell, překlad Zdeněk Hron)

## Obsazení

### Oboroh
- Stanislav Klecandr – akustické a elektrické kytary (2–13), zpěv (3, 7, 9–11, 13)
- Roman Dostál – bicí (2–12), zpěv (2, 4, 8, 12), sbor (7)
- Václav Klecandr – saxofony (2–4, 7–12), klarinet (5, 6), zobcové flétny (9, 11)
- František Šimeček – baskytary (2–11, 13)
- Jan Šebesta – hoboj (4, 8), klávesy (2, 5, 9–11), harmonium (12), klavír (4), sbor (7)
- Dita Zangerová – violoncello (1–4, 6, 8–13), zpěv (1, 4, 5, 10), sbor (7)
- Vendula Roklová – housle (1, 2, 6, 8, 9, 11)

### Hosté
- Blanka Táborská-Drahošová – zpěv (9)
- Petr Vavřík – baskytara (12)
- Milan Nytra – klávesy (7), klavír (7)
- Ivo Viktorin – harmonium (13)
- Klement Jochymek – klávesy (2, 8)
- Richard Dvořák – sbor (7)
- Pavel Husár – sbor a lidové popěvky (7)